# François Ravlenghien
François Ravlenghien, dit Raphelengius, aussi connu comme François Rapheleng, né à  Lannoy, en Flandres, le 27 février 1539 et mort le 20 juillet 1597, est un orientaliste, linguiste et imprimeur de la Renaissance.

## Biographie
Il étudie d'abord à Gand, puis à Nuremberg, et apprend  l'hébreu à Paris sous la férule de Jean Mercier (1525-1570). Il enseigne ensuite le grec ancien à l'université de Cambridge. Parti à Anvers, pour acheter quelques livres qu'il n'avait pas pu trouver à Cambridge, il y épouse Marguerite, la fille aînée du libraire imprimeur Christophe Plantin et s'attache à l'imprimerie de son beau-père ; leur bible royale de 1571 porte quelques commentaires de lui.
Plantin ayant quitté Anvers, Ravlenghien le remplace à la tête de l'imprimerie. Il se retire ensuite à Leyde, où il enseigne l'hébreu et apprend l'arabe dans des livres prêtés par le recteur de l'université de Leyde, Joseph Juste Scaliger, Guillaume Postel ou Andreas Masius, l'orientaliste, conseiller du duc de Clèves, (1514-1581). Il dirige aussi l'imprimerie de Leyde à partir de 1585.
Collègue d'Adrien Romain à l'université de Wurtzbourg, Raphelengius remarque vers 1600 de singulières analogies lexicales entre le perse et le parler du pays flamand. 
Cette idée de parenté des langues germano-persanne est à la base des recherches de linguistique comparée.

## Ouvrages
- (la) Lexìcon Arabicum, Leyde, 1613
- (la) Dictionarium Cbaldaùum
- (la) Grammatìca Hebrea